# Penrith
Penrith er en by i Eden distriktet, Cumbria, England, med et indbyggertal (pr. 2015) på 15.347. Byen ligger 393 km fra London.